# Đường sắt Vũng Áng – Mụ Giạ
Đường sắt Vũng Áng – Mụ Giạ là một tuyến đường sắt dự án nối từ Vũng Áng đến Mụ Giạ. Tuyến đường dài 187 km được xây dựng từ thời Pháp thuộc, nối với đường sắt Bắc Nam tại ga Tân Ấp. Tuyến đường này bị bỏ hoang trong thời năm 1950. Hiện nay đang có kế hoạch khôi phục, xây dựng lại tuyến đường này để nối với đường sắt Xuyên Á đến tận Lào.

## Lịch sử

### Tuyến đường sắt gốc Tân Ấp - Xóm Cục[2]
Năm 1922, Toàn quyền Đông Dương Martial Merlin, với mục đích đẩy nhanh khai thác thuộc địa tại Liên Bang Đông Dương, đã cùng với các kỹ sư Pháp lên kế hoạch xây dựng một tuyến đường sắt kết nối Phnom Penh, Viêng Chăn tới Hà Nội và Sài Gòn. Năm 1927 kế hoạch xây dựng được hoàn thành với 2 tuyến đường sắt là Sài Gòn-Lộc Ninh kết nối với Campuchia và Tân Ấp-Thà Khẹc với 187 km đường sắt từ Tân Ấp (xã Hương Hóa, huyện Tuyên Hóa, tỉnh Quảng Bình) đến Thà Khẹc ở Lào. Tuy nhiên do địa hình hiểm trở nên đoạn Xóm Cục-Bản Na Phao được đổi thành cáp treo và được giao cho Công ty Ernest Heckel xây dựng.
Năm 1929 thì người Pháp khởi công tuyến đường sắt Tân Ấp-Thà Khẹc và xây dựng cùng lúc đoạn Tân Ấp-Xóm Cục (18 km) và Thà Khẹc-Bản Na Phao (16 km). Đến năm 1930 thì vì lý do thiếu ngân sách, tuyến đường sắt Thà Khẹc-Bản Na Phao bị tạm ngừng thi công.
Năm 1931, tuyến cáp treo Xóm Cục-Bản Na Phao được hoàn thành.
Ngày 18/12/1933, tuyến đường sắt Tân Ấp-Xóm Cục được hoàn thành, và bắt đầu vận chuyển hàng khách và hàng hóa giữa Tân Ấp-Bản Na Phao.
Giữa những năm 1933-1937, người Pháp đã nhiều lần khởi công lại tuyến đường sắt Thà Khẹc-Bản Na Phao và lên ý tưởng cho tuyến đường sắt Xóm Cục-Bản Na Phao thế nhưng tất cả đều bị tạm ngừng. Tháng 10/1937 người Pháp đã quyết định cho hủy dự án Xóm Cục-Khà Thẹc. Tuy nhiên vào những năm 1942-1945 tuyến đường sắt lại một lần nữa được khởi công thế nhưng đều bị hủy.
Đến năm 1947, tuyến đường sắt bị phá hoại nghiêm trọng bởi quân đội Viêt Minh, vì thế tuyến đường sắt được ngưng sử dụng và bỏ hoang. Đến năm 1948 thì người Pháp có ý định phục hồi tuyến đường sắt nhưng lại bị hủy ít lâu sau đó. Tuyến đường sắt sau đó bị bỏ hoang, đến những năm 1990 thì không còn tồn tại.

### Tuyến đường sắt mới Vũng Áng - Mụ Giạ
Đường sắt Viêng Chăn - Vũng Áng sẽ không chỉ kết nối thủ đô Viêng Chăn với một cảng biển, mà còn kết nối đường sắt Viêng Chăn – Boten với cảng biển này. Năm 2015, một nghiên cứu khả thi đã được bắt đầu, với 3 triệu đô la từ Cơ quan Hợp tác Quốc tế Hàn Quốc (KOICA). Các chuyên gia Lào, Việt Nam và Hàn Quốc đã thực hiện nghiên cứu và hoàn thành nó vào cuối năm 2017. Cô kết luận rằng đường sắt là một dự án khả thi và dự án đó đáng để theo đuổi. Tuyến đường theo kế hoạch dài 554,72 km, trong đó 102,7 km sẽ nằm trên đất Việt Nam. Nghiên cứu khuyến nghị xây dựng đường ray để đạt tốc độ tối đa 150 km/h. Dự kiến chi phí xây dựng là 5,062 tỷ đô la, trong đó chi phí của phần Việt Nam sẽ lên tới 1,5 tỷ đô la, do ngân sách nhà nước của Việt Nam chịu. Hàn Quốc đề xuất một Quan hệ đối tác công - tư (PPP) để thực hiện dự án. Ngay cả trước khi nghiên cứu khả thi được hoàn thành, vào tháng 4 năm 2017, chính phủ Lào và Việt Nam đã ký một lá thư về ý định xây dựng tuyến đường sắt. Hành động diễn ra trong chuyến thăm của Thủ tướng Việt Nam Nguyễn Xuân Phúc tới Lào. Tài chính của tuyến đường sắt vẫn chưa rõ ràng. Đây là một phần của thỏa thuận khung năm 2030 giữa hai quốc gia, bao gồm việc xây dựng đường cao tốc Viêng Chăn - Hà Nội. Đường cao tốc này được cho là để kết nối thủ đô của cả hai nước.
Đường sắt Lào-Việt Nam là một phần trong dự án của Chính phủ Lào có kế hoạch xây dựng sáu tuyến đường sắt mới để cung cấp cho các quốc gia không giáp biển tiếp cận tốt hơn với thương mại thế giới. Đặc biệt, các liên kết tốt hơn sẽ được thiết lập với các quốc gia thành viên của Hiệp hội các quốc gia Đông Nam Á (ASEAN).
Các tuyến đường là:
- Đường sắt Nong Khai – Thanaleng (đi vào hoạt động từ năm 2009)
- Đường sắt Viêng Chăn – Boten (đi vào hoạt động từ năm 2021)
- Đường sắt Savannakhet – Lao Bảo (đang xây dựng)
- Đường sắt Thakhek – Savannakhet – Pakxe – Vang Tao nối Thakhek với biên giới Thái Lan
- Đường sắt Pakxe – Veun Kham, nhằm tạo kết nối với biên giới với Campuchia.